# الأرشيف الوطني لمعهد الفلم البريطاني
أرشيف BFI الوطني هو قسم من معهد الفيلم البريطاني، وأحد أكبر أرشيفات الأفلام في العالم. تأسس باسم "الوطنية للأفلام National Film Library" في عام 1955 أصبح اسمه "الأرشيف الوطني للأفلام National Film Archive" ، وفي عام 1992 أصبح اسمه "الأرشيف الوطني للأفلام والتلفزيون National Film and Television Archive" . وأعيد تسميته إلى "الأرشيف الوطني لمعهد الفيلم البريطاني BFI National Archive" في عام 2006.
يقوم الأرشيف بجمع وحفظ وترميم ومشاركة الأفلام والبرامج التلفزيونية التي ساعدت في تشكيل وتسجيل الحياة والأوقات البريطانية منذ تطوير أفلام السينما في أواخر القرن التاسع عشر. غالبية المجموعة تتكون من مواد بريطانية الأصل، ولكنها تضم أيضًا مقتنيات ذات أهمية دولية من جميع أنحاء العالم. كما يقوم الأرشيف بجمع الأفلام التي تعرض ممثلين بريطانيين رئيسيين وأعمال المخرجين البريطانيين.

يتم استيعاب المجموعات نفسها في عدة مواقع. يُعد مركز J. Paul Getty, Jr. للحفظ في بيركهامستيد، هيرتفوردشاير، الذي سمي على اسم راعيه، المقر الرئيسي للعديد من أعمال الترميم، بينما يتم الاحتفاظ بحوالي 140 مليون قدم من أفلام النيترو غير المستقرة وجميع مجموعات الأفلام الرئيسية المحفوظة على أسيتات أو وسائط أخرى في موقع تخزين تابع لـ BFI في غيدون بـ وارويكشير.

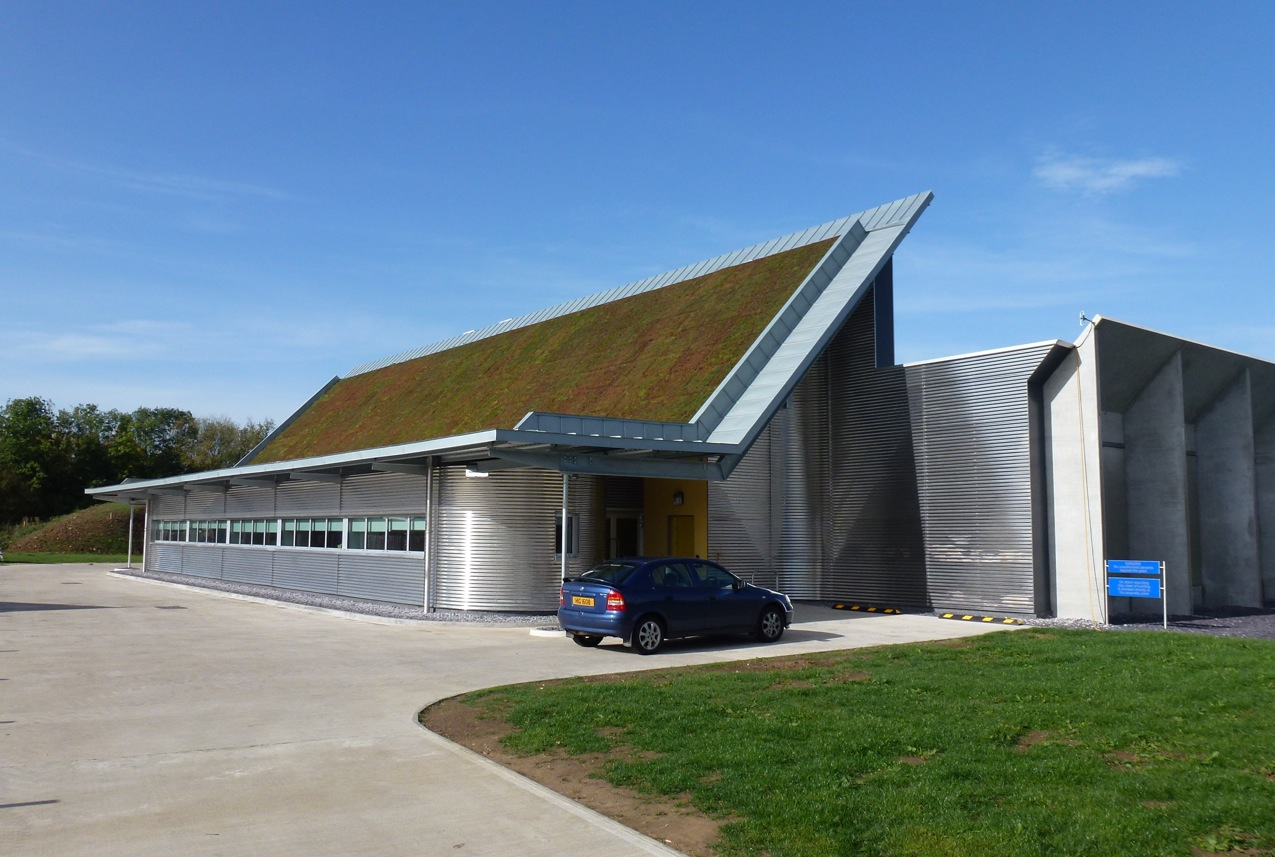
مخزن الأفلام الرئيسي في أرشيف BFI الوطني، غيدون، وارويكشير، افتتح عام 2011، من تصميم Cullinan Studio.

## الحفظ

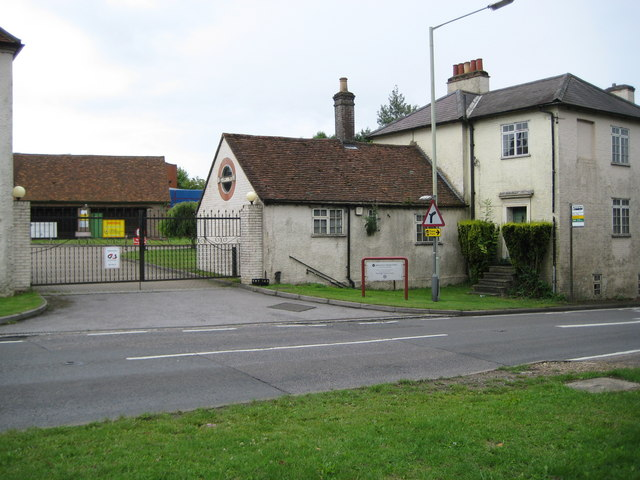
أرشيف BFI الوطني في كينغشيل، بيركهامستيد، هيرتفوردشاير، الذي افتتح هنا في عام 1935. هذا هو مدخل الموقع؛ توجد عدة مبانٍ أرشيفية حديثة وكبيرة خلف مبنى الحظيرة. يُعرف الموقع رسميًا باسم مركز J Paul Getty Junior للحفظ.

حفظ الأفلام هو مشروع مستمر بين صانعي الأفلام والمؤرخين وأمناء الأرشيف والمتاحف والمنظمات غير الربحية لإنقاذ الأفلام السينمائية المتدهورة والحفاظ على الصور المسجلة. في السنوات الأخيرة، أكمل أرشيف BFI الوطني عددًا من ترميمات الأفلام المتنوعة التي طال انتظارها. وقد شمل ذلك مجموعة ميتشل وكينيون، التي تتألف تقريبًا بالكامل من أفلام واقعية تم تكليفها من قبل مشغلي المعارض المتنقلة لعرضها في المعارض المحلية أو أماكن أخرى في جميع أنحاء المملكة المتحدة في أوائل القرن العشرين.
تشمل الترميمات البارزة الأخرى التي تمت مؤخرًا:
- الأفلام الصامتة التسعة الباقية لـ ألفريد هيتشكوك
- Love, Life and Laughter (1923)
- The Epic of Everest (1924)
- The Great White Silence (1924)
- Shooting Stars (1927) (إخراج أنتوني أسكويث، 1927)
- The Battles of Coronel and Falkland Islands (1927)
- Shiraz: A Romance of India (1928)
- The First Born (1928)
- Underground (1928) (إخراج أنتوني أسكويث، 1928)
- The Informer (1929)
- The Private Life of Henry VIII (1933)
- Hell Drivers (1957)
- Night of the Demon (1957)
- The Day the Earth Caught Fire (1961)
- Women in Love (1969)
- Jabberwocky (1977)

## المجموعات
تأسست المجموعة المعروفة الآن باسم أرشيف BFI الوطني تحت اسم المكتبة الوطنية للأفلام في عام 1935 على يد إرنست ليندجرين، الذي كان أول أمين لها. يضم أرشيف BFI الوطني الآن أكثر من 275,000 عنوان في المجموع تتألف من أفلام روائية، أفلام غير روائية، أفلام قصيرة (يعود تاريخ بعضها إلى عام 1894)، 210,000 برنامج تلفزيوني وبعض أفلام الفنانين. إنها واحدة من أكبر مجموعات الأفلام في العالم. تشمل المجموعات البارزة:
- مجموعة ميتشل وكينيون
- مجموعة وحدة أفلام البريد العام
- مجموعة أفلام المكتب المركزي للإعلام
- مجموعة الأفلام المفقودة لـ تشارلي تشابلن

يحتوي الأرشيف على 20,000 فيلم صامت بما في ذلك فيلم سيسيل هيبوروث أليس في بلاد العجائب (1903)، ويقوم بجمع صور متحركة للفنانين بفاعلية. بالإضافة إلى المواد المرئية المتحركة، تحتوي "المجموعات الخاصة" على سجلات صانعي الأفلام والمؤسسات. تشمل المجموعات المهمة:
- مايكل باول وإيميريك برسبرغر
- كارول ريد
- ديفيد لين
- كين لوتش
- ديريك جارمان
- آلان باركر

يتم الحصول على الأفلام والبرامج التلفزيونية في الغالب من خلال التبرعات أو، في حالة التلفزيون المستقل، عن طريق التمويل المباشر من شركات التلفزيون. يُركز على الإنتاجات البريطانية، ولكن يتم الحصول على الأفلام المهمة والشعبية من الخارج كلما كان ذلك ممكنًا. استخدمت أفلام من الأرشيف أيضًا كمواد لبرنامج BFI الخاص بلجنة صور الفنانين المتحركة، وأبرزها من خلال برنامج معرض BFI، وهو مساحة للفن المعاصر مخصصة لصور الفنانين المتحركة وكان نشطًا في BFI ساوثبانك بين 2007 و2011.

## وصلات خارجية
- معهد الفيلم البريطاني
- أرشيف BFI الوطني
- أرشيفات الأفلام الأوروبية